# Carina Lindskog
Ann Elisabeth Carina Lindskog, född 18 april 1967, är en svensk journalist, som har arbetat som programledare för utrikesmagasinet Världen i fokus i TV 8 tillsammans med Erik Arnér. Det senaste året har hon arbetat på SR Ekot och P4 Väst. Hon har sedan 1993 arbetat som redaktör, reporter och programledare för olika nyhets- och samhällsprogram i bl.a.TV 4, Sveriges Television, UR, Kunskapskanalen och TV4 Fyrstad, TV4 Värmland och TV4 Stockholm. Carina Lindskog är även utbildad mellanstadielärare, har arbetat med årskurs 1–9 samt på gymnasiet. och har studerat statsvetenskap, retorik, internationella relationer samt film och media. Hon har dessutom frilansat som kursledare i presentationsteknik och moderator. Lindskog läste journalistlinjen på Ljungskile folkhögskola.